# Cantus Catholici
A Cantus Catholici az első nyomtatásban megjelent kottás magyar katolikus énekeskönyv. A gyűjtemény 200 éneket tartalmaz 129 dallammal, ebből 78 latin, 120 magyar és 2 kevert szövegű.
Első kiadása 1651-ben jelent meg Lőcsén. Szőlősy Benedek jezsuita pap szerkesztette, a megjelenést Kisdi Benedek egri püspök patronálta.
A könyv összegyűjti az akkor már egy-két évszázada a katolikus szertartásokon használt énekeket. Az egész egyházi évre megszerkesztett, kiváló minőségben nyomtatott könyv volt, a katolikusok  még a XVIII. században is használták.

## Előzmények
A reformáció a népéneket tette hivatalossá, míg a katolikus egyház inkább a gregorián eredetű énekeket támogatta, a népénekeket csak a hivatalos liturgián kívül engedte (pl. körmeneteken). Emiatt a protestáns énekek a katolikusok körében is terjedni kezdtek. Ezt akarta megakadályozni a katolikus egyház azzal, hogy egyrészt megtiltotta a 100 évnél fiatalabb népénekek használatát, másrészt elhatározta, hogy saját népénekeskönyvet ad ki. Az utóbbiról először az 1629-i, majd az 1638-i nagyszombati zsinaton döntöttek, de csak 1651-ben valósult meg a Cantus Catholici-vel.

## Kiadások
1. 1651. Lőcse
2. 1675. Nagyszombat. Szelepcsényi György esztergomi érsek 52 énekkel (30 dallammal) bővítette a gyűjteményt. (Editio Szelepcseniana)
3. 1703. Nagyszombat. Szövegekben ez a legbővebb. A latin nyelvű énekek egy része helyére mintegy 50 ének került a Kájoni János ferences szerzetes által 1676-ban kiadott Cantionale Catholicumból.
4. 1738. Nagyszombat
5. 1792. Buda és Nagyszombat

1935-ben a Magyar Irodalmi Ritkaságok sorozatban látott napvilágot a fakszimile kiadása, a 35., 38. és 39. kötetben.
1674-ben Szegedi Ferenc Lénárd egri püspök jelentetett meg egy énekeskönyvet ugyancsak Cantus Catholici címmel (Szegedi Cantus Catholici). Ez az 1651-es kiadás több dallamát átveszi, szövegeit átdolgozza, új dallamokkal és szövegekkel egészíti ki, azaz forrásként használja, de címe ellenére az 1651-estől független énekeskönyv.
Ugyancsak Cantus Catholici címmel jelent meg egy szlovák énekeskönyv (Pysne Katholicke) 1654-ben, ugyancsak Lőcsén, ugyancsak Szőlősy Benedek szerkesztésében, de teljesen más, elsősorban cseh eredetű énekekkel. Nagyszombaton adták ki másodszor 1700-ban.

## Jelentősége ma

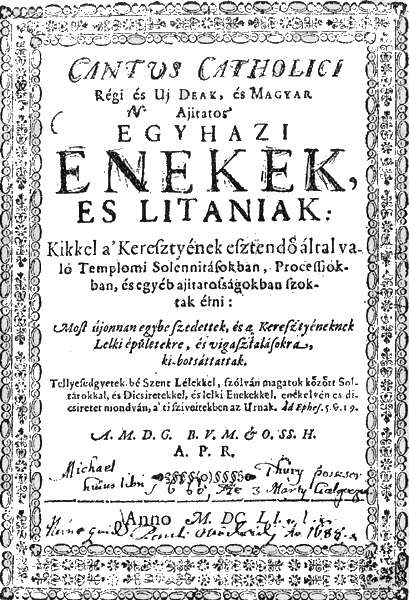
Az első kiadás címoldala

A Cantus Catholici 200 énekéből Harmat Artúr 41 dallamot válogatott be a Szent vagy, Uram!-ba, az első egységes katolikus énekeskönyvbe. Ebből 38 az 1651-es, 3 az 1675-ös kiadásból való. A magyar Wikipédiában az alábbiak találhatók meg:
| Ének | ÉE  | Cím                         |
| ---- | --- | --------------------------- |
| 1    |     | A kereszténységben, hisszük |
| 11   | 16  | Ó, fényességes szép hajnal  |
| 16   | 32  | Az angyal énekel            |
| 34   |     | Szülte a Szűz szent Fiát!   |
| 74   | 85  | Ó Jézus, Jézus              |
| 119  | 161 | Leborulva áldlak            |
| 154  | 132 | Jézusomnak Szívén           |
| 191  | 219 | Ó, dicsőséges Asszonyság    |
| 192  | 233 | Ó, dicsőséges, ó, ékességes |
| 257  | 148 | Örvendezzünk, jertek        |
| 278  | 355 | Immár a nap leáldozott\|-   |
| 288  | 241 | Boldogságos Krisztus Anyja  |

A Hozsánna! című gyűjteménybe – mely a Szent vagy, Uram! kiegészítése – még egy ének került be.
A fenti dallamokon kívül több szöveget is átvettek vagy felhasználtak a Szent vagy, Uram! szerkesztői, általában módosított (javított) formában.